# Rhinolophus chiewkweeae
Rhinolophus chiewkweeae is een vleermuis uit het geslacht Rhinolophus die voorkomt in West-Maleisië (dat wil zeggen, het Maleisische deel van Malakka). Deze soort behoort tot de R. pearsoni-groep, die ook R. pearsoni zelf en R. yunanensis omvat, die verder naar het noorden voorkomen. Deze soorten verschillen onder andere in hun maten en hun vachtkleur.
Deze soort is bekend van zeven exemplaren (drie mannetjes en vier vrouwtjes), die tussen 1990 en 1998 door Boo Liat Lim zijn gevangen op 100 tot 1276 m hoogte in de staten Johor, Malakka en Kedah (inclusief het eiland Langkawi). Het holotype komt uit Gunung Ledang in Johor. De soort is genoemd naar wijlen Chiew Keew, de vrouw van Boo Liat Lim, een van de twee ontdekkers van de soort.
R. chiewkweeae is een middelgrote soort met een relatief korte staart en korte oren. De onderlip bevat slechts een groef. Het gezicht is slechts spaarzaam behaard. Het baculum is lang. Het neusblad is groot; het voorste gedeelte is breed. De lange, dichte en wollige vacht is aan de bovenkant oranjebruin en aan de onderkant lichter. De vleugels zijn bruin. R. chiewkweeae heeft grote tanden. Gemiddeld bedraagt de voorarmlengte 56,1 mm, de kop-romplengte 64,0 mm, de staartlengte 18,9 mm, de achtervoetlengte (c.u.) 14,0 mm, de lengte van het scheenbeen 26,4 mm, de oorlengte 25,0 mm, de schedellengte 22,3 mm en de lengte van de onderkaak 17,2 mm.